# Jacques de Fariaux
Jacques de Fariaux, vicomte de Maulde (né le 8 janvier 1627 à Mons et mort le 26 avril 1695  à Ath), est un militaire des Pays-Bas méridionaux au XVIIe siècle.

## Biographie
Vaillant soldat, il se fit remarquer en 1656 au siège de Valenciennes. L'expédition de Portugal en 1662 et sa belle conduite au siège de Villaviciosa en 1667, mirent ses talents en évidence.
La défense de Maëstricht qui lui fut confiée en 1673 par les États généraux des Provinces-Unies contre les armées françaises fut une action mémorable. Elle lui fit d'autant plus d'honneur que Louis XIV se trouvait en personne parmi les assiégeants et que Vauban conduisait l'attaque. Jacques de Fariaux ne capitula qu'après vingt-et-un jours de tranchée ouverte. Un journal de ce siège composé sous ses yeux et en majeure partie dicté par lui parut à Amsterdam en 1674. Jacques de Fariaux s'était trouvé à trois grandes batailles et à dix-neuf sièges. Il fut gouverneur et châtelain d'Ath de 1691 à sa mort.